# Anna Sandström

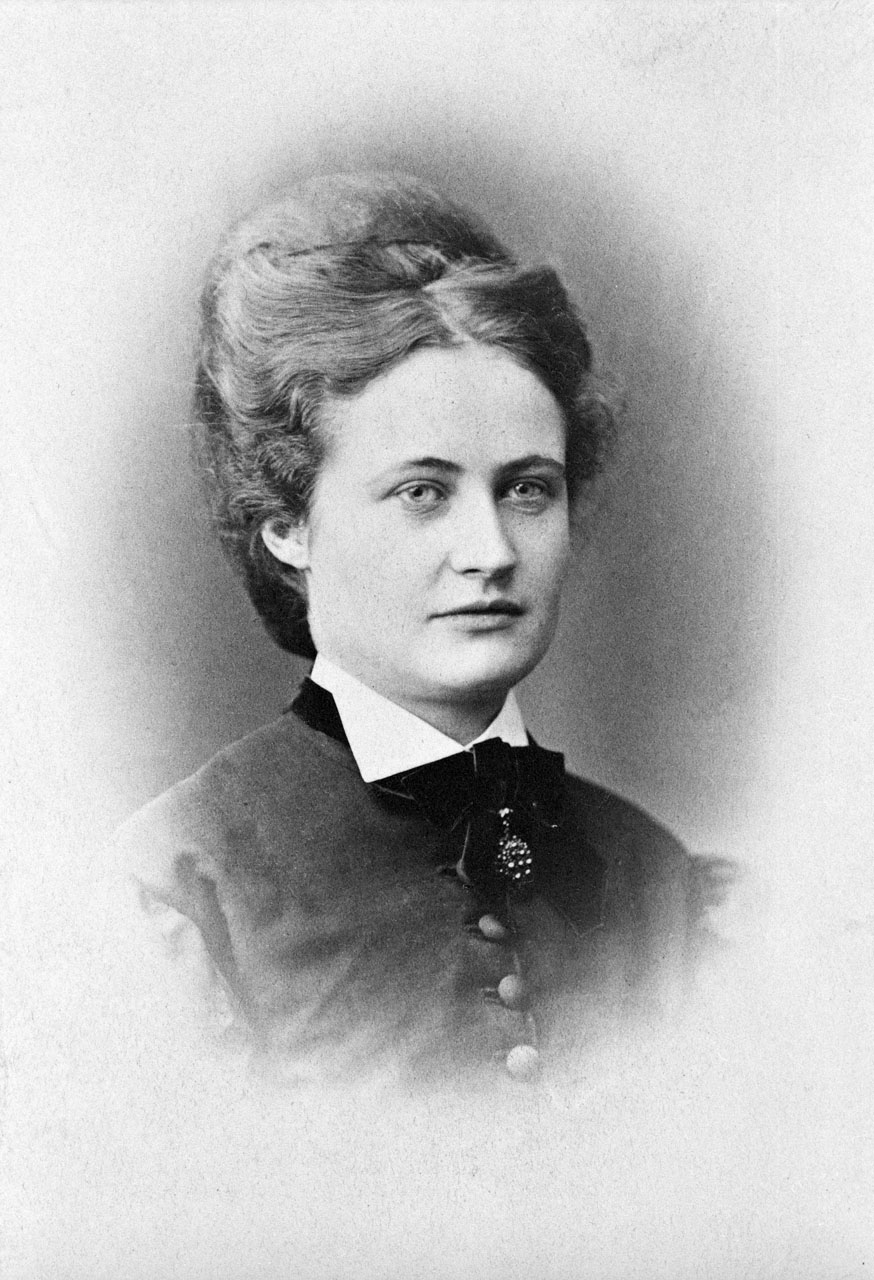
Anna Sandström

Anna Maria Carolina Sandström (geb. 3. September 1854 in Stockholm; gest. 26. Mai 1931 ebenda)  war eine schwedische Lehrerin, Reformpädagogin und Frauenrechtlerin.

## Leben und Wirken
Anna Sandström war die Tochter von Landvermesser Carl Erik Sandström und seiner Frau Anna Hallström. Im Alter von vier Jahren kam sie als Pflegetochter zu Hjalmar Hagberg und seiner Schwester Maria Hagberg. Sie wurde hauptsächlich zu Hause unterrichtet, absolvierte 1865/1866 und 1870/1871 zwei Jahre an der staatlichen Schule für Mädchen (Statens normalskola för flickor) und besuchte anschließend das Högre lärarinneseminiariet für eine dreijährige Ausbildung zur Lehrerin. Da zu diesem Zeitpunkt Universitäten noch nicht für Frauen zugänglich waren, war diese 1861 gegründete Lehreinrichtung die einzige Möglichkeit einer höheren Bildung. Nach ihrem Abschluss 1874 kam sie noch im selben Jahr an die Åhlinska Mädchenschule, an der sie bis 1881 unterrichtete. Anschließend folgten zwei Jahre an der Södermalms högre läroanstalt för flickor.
Unzufrieden mit dem vorherrschenden Schulsystem mit seinen Unterrichtsidealen und antiquierter Sprachkultur, bildete sie sich im Selbststudium fort und interessierte sich zunehmend für Reformpädagogik. 1880 veröffentlichte sie unter dem Pseudonym Uffe ihren ersten kritischen Artikel, Gifva våra flickskolor berättigade anledningar till missnöje? (Geben uns die Mädchenschulen Grund zu Unzufriedenheit?) in der feministischen Zeitschrift Tidskrift för hemmet. 1882 fand ihre Veröffentlichung Realism i undervisning eller Språkkunskap och bildning (Realismus in der Bildung oder Sprachkenntnisse und Bildung) große Beachtung. Unter der Annahme, hinter ihrem Pseudonym verberge sich ein anerkannter Akademiker, verbanden sich innerhalb weniger Monate zahlreiche Reformpädagogen und liberale Kräfte zum Uffe-kretsen (Uffe-Kreis), um ihre Ideen zu diskutieren. Sandström wandte sich vor allem gegen die dominierende Stellung des Französischen im Schulwesen, die Theoretisierung des Unterrichts und die fehlende Anpassung an das Niveau der Schüler. 1883 gründete sie (als Uffe) das pädagogische Magazin Verdandi, das sie bis 1927 herausgab. Das Magazin lud ein zum Ideenaustausch, systemkritische Debatten wurden geführt. Im selben Jahr gründete sie zusammen mit Fredrique Runquist die Anna Sandströms skola und leitete diese bis 1926. Sie war zunächst als Gemeinschaftsschule konzipiert, wurde aber ab 1895 als Mädchenschule geführt. Im Jahr 1900 entstand das Anna Sandströms högre lärarinneseminarium. In beiden Schulen wurde Sandströms Reformpädagogik unterrichtet. Viele ihrer Ideen fanden mit der Zeit auch im regulären Schulsystem Anerkennung. Für ihre Arbeit wurde sie 1904 mit dem Illis Quorum ausgezeichnet.
Sandström war Mitglied des Fredrika-Bremer-Förbundet, der ältesten Frauenrechtsorganisation Schwedens. 1885 gehörte sie zu den Gründungsmitgliedern der Sällskapet Nya Idun. Durch ihre Veröffentlichungen in den 1890er Jahren wurde sie eine bekannte Teilnehmerin in Debatten über Geschlechterrollen. Sie stellte sich gegen den von Ellen Key repräsentierten Feminismus, der gleiche Rechte für Männer und Frauen forderte. Sandström sah in den unterschiedlichen Geschlechtern eine Bereicherung für die Gesellschaft und forderte eine individuelle Gleichberechtigung des Individuums, unabhängig vom Geschlecht. Später fokussierte sie sich mehr auf Fragen, welche die Bildung von Frauen betrafen.
Anna Sandström starb 1931 und wurde auf dem Norra begravningsplatsen beigesetzt. Im Stockholmer Stadtteil Fruängen ist eine Straße nach ihr benannt.

## Veröffentlichungen
- Gifva våra flickskolor berättigade anledningar till missnöje? In: Tidskrift för hemmet, 1880.
- Realism i undervisning eller språkkunskap och bildning. Stockholm, 1882.
- Kvinnoarbete och kvinnolycka? Med anledning af „Missbrukad kvinnokraft“ af Ellen Key. In: Dagny, 1886.
- Nordens första storhetstid (omkr. 800–1066) skildrad för ung och gammal. Stockholm, 1894.
- Tidens oro och skollivet : Medborgerlig likställighet mellan man och kvinna. Två uppsatser ur tidskriften Verdandi. Stockholm, 1921.